# Furcifer bifidus
Espèce
Synonymes
- Chamaeleo bifidus Brongniart, 1800
- Diceros bifurcatus Swainson, 1839
- Chamaeleon brogniartii Fitzinger, 1843

Statut de conservation UICN

 LC  : Préoccupation mineure
Statut CITES
Furcifer bifidus est une espèce de sauriens de la famille des Chamaeleonidae.

## Répartition
Cette espèce est endémique de l'Est de Madagascar.

## Publication originale
- Brongniart, 1800 : Essai d'une classification naturelle des reptiles. Bulletin de la Société philomatique, vol. 2, n. 36, p. 89-91 (texte intégral).